# دير إنغلبرغ (بافاريا)
دير إنغلبرغ (بالألمانية: Kloster Engelberg) هو دير فرنسيسكاني يقع في بافاريا، ألمانيا.
يقع الدير على تل إنغلبرغ ("تل الملائكة")، على الضفة اليمنى لنهر ماين بالقرب من بلدة ميلتنبرغ.
في الماضي، كانت تدار أعمال الحج المكرسة لشخصية مريم، والتي تم توثيقها حتى عام 1406، من قبل الكبوشيون بعد عام 1630. بعد العلمنة في أوائل القرن التاسع عشر، غادر الكبوشيون في نهاية المطاف واستولى الفرنسيسكان على الدير. الدير (جزئيًا) مفتوح للعامة.